# Séïbou Mama
Séïbou Mama (né le 28 décembre 1995 à Parakou au Bénin) est un joueur de football international,, béninois qui évolue au poste de milieu de terrain.
Il joue au club du SC Toulon.

## Biographie

### Carrière en club
Séïbou Mama a commencé sa carrière en 2012 avec le club de football local USS Kraké. Il passera ensuite par plusieurs clubs dans son pays natal. En 2013, il rejoint ASPAC FC qui est un club de football béninois basé à Cotonou. En 2014 il fait ses valises pour aller chez Les Buffles FC du Borgou pour une saison. En 2016, il retourne dans son club formateur pendant deux saisons avant de rejoindre le Sc Toulon en 2010,.

### Carrière internationale
En 2014, il est appelé en Équipe du Bénin de football. Il sera le capitaine des Ecureuils locaux. il a connu 30 sélections en équipe nationale et a marqué en tout deux buts,.